# Telecom Egypt
Telecom Egypt est une entreprise égyptienne de télécommunications.

## Historique

### Origines
L'industrie des télécommunications en Égypte a commencé en 1854, lorsque la première ligne télégraphique reliant le Caire et Alexandrie a été inaugurée. En 1881, la première ligne téléphonique, construite par British Eastern Telegraph Company, fut installée entre la ville du Caire et d'Alexandrie. 
En 1881, le gouvernement égyptien achète la Compagnie de téléphone de l'Est et crée l'Autorité téléphonique et télégraphique. En vertu de la loi no 107 de 1957, tous les biens de la société de l'Est et d'autres fournisseurs de télécommunications ont été transférés au ministère des télécommunications. La même année, le décret présidentiel no 709 place toutes les communications filaires et sans fil signalées au ministère des Transports sous la juridiction de l'Autorité des communications.  
L'Organisation nationale des télécommunications de la république arabe d'Égypte (ARENTO) est créée en 1980 en tant que service utilitaire public autonome qui relève du ministère des Transports. Elle est alors le seul fournisseur de tous les services publics de télécommunications en Égypte. En 1998, via la loi no 19, ARENTO est renommée « Telecom Egypt » et est transformée en société anonyme (ou société par actions, SPA) sur laquelle le gouvernement maintient sa pleine propriété.

### Libéralisation des télécommunications et changement de marque à «Telecom Egypt»
Telecom Egypt a remplacé ARENTO en 1998 et le ministère des Communications et des technologies de l'information a été créé afin de développer l'infrastructure de l'informatique et de l'information en Égypte. 
En 2001, Telecom Egypt crée TE Data, une filiale de données et de communications. La même année, il est proposé à Telecom Egypt la licence pour commencer les opérations mobiles en Égypte, mais elle décline l'offre. Au lieu de cela, Telecom Egypt achète, en 2003, une participation de 8,6 % dans Vodafone en Égypte. Telecom Egypt a progressivement augmenté ses participations dans Vodafone Égypte jusqu'à la fin de 2008 pour arriver à 44,95 % de parts. Aujourd'hui, Vodafone Égypte représente une importante source de revenus pour Telecom Egypt.
En novembre 2005, le gouvernement égyptien a lancé une introduction en Bourse de 20 % du capital social existant par Telecom Egypt. En 2006, la National Telecommunications Regulatory Authority (NTRA) a dérégulé le monopole de Telecom Egypt sur le service téléphonique national et international et a appelé à la concurrence d'un autre opérateur fixe. Cette initiative a été mise en attente en raison de la pression économique, et Telecom Egypt est toujours le seul opérateur de ligne fixe en Égypte.
En raison de la participation du gouvernement dans l'entreprise (80 %), Telecom Egypt dépend du ministère des Communications et des Technologies de l'information (MCIT) pour toutes les décisions majeures concernant les finances, les tarifs et l'emploi. Le MCIT est considéré par certains comme exerçant un contrôle sur l'Autorité nationale de réglementation des télécommunications, entraînant des conflits d'intérêts potentiels.
Dans une interview publiée en 2014, le P-DG de Telecom Egypt déclare que la société avait reçu une licence de télécommunications unifiée en avril 2014, mais il déclare que cela entraînerait une modification de la relation avec Vodafone Egypt, dans laquelle Telecom Egypt a un intérêt inférieur à 45 %. « Telecom Egypt pourra offrir des services mobiles aux termes de la nouvelle licence », a-t-il déclaré, « et utilisera le nouveau spectre 4G à partir de 2015 ». Cela aurait pour conséquence une rupture de la relation avec Vodafone par Telecom Egypt, soit en achetant le reste de la participation de Vodafone Égypte ou la vente de sa participation au groupe Vodafone.
Le 31 août 2016,  l’Autorité nationale de régulation des télécommunications (en) (ANRT) donne la licence de services 4G à Telecom Egypt. Cette dernière aura déboursé 7,08 milliards de livres égyptiennes (environ 384 millions dollars US) pour obtenir cette licence. Elle devient ainsi le premier opérateur à proposer la 4G en Égypte.
En mai 2017, la direction informe avoir signé un contrat de fourniture de service avec Etisalat Égypte. Un partenariat qui intervient quelques semaines après celui signé avec l'opérateur Orange en avril 2017.

## Les P-DG
- 2017-2023 : Ahmed El Beheiry.
- Depuis 2023 : Mohamed Nasr Eldin[8].